# BBC 월드와이드

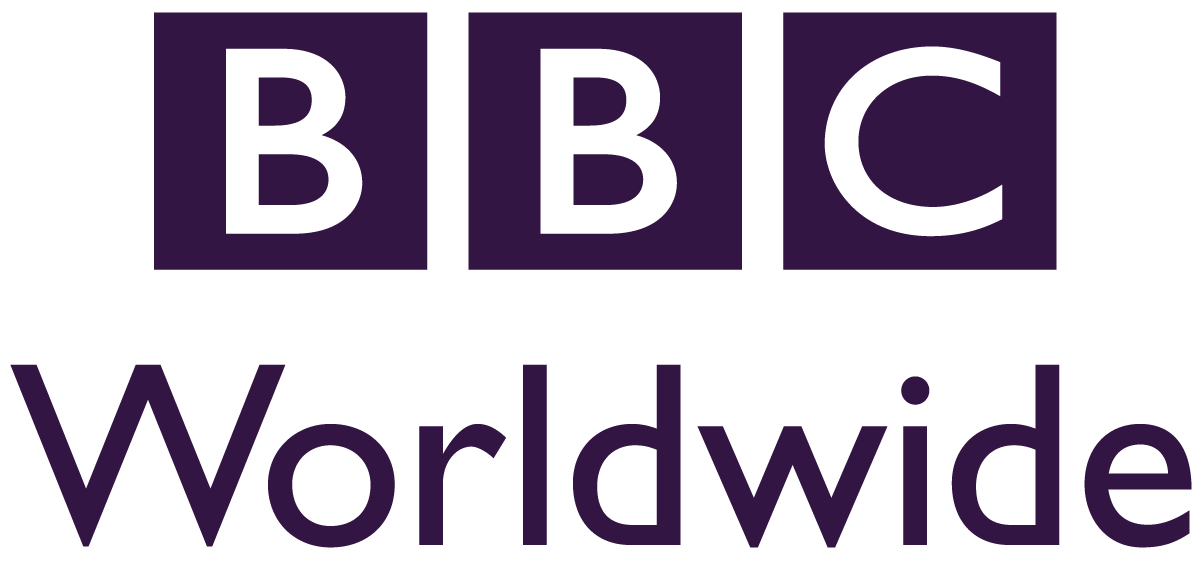

BBC 월드와이드 (BBC Worldwide Ltd.)는 BBC의 단독투자로 설립된 자회사로, 상업방송 성격을 띄고 있다. 1995년 BBC 엔터프라이즈 사업을 재구성하면서 출범했다. BBC 월드와이드는 BBC 브랜드를 상품화하고 BBC 프로그램과 그밖의 영국 텔레비전 프로그램을 해외 방송용으로 판매한다. 이를 통해 BBC는 영국 내 시청료를 통한 수입을 보충하려는 목적을 지니고 있다.
2014~2015년 BBC 월드와이드가 벌어들인 주수익은 1억 3860만 파운드, 주판매액은 10억 180만 파운드였다. 두 액수 모두 작년과 비교했을 때 각각 -11.9%, -3.9%로 감소했다. 총판매액 대비 수익 비율은 약 11%로, 최고치였던 2002-2003년의 21.5%에서 하락했다. 최고를 기록할 당시 그 다음 분기인 2003-2003년에는 7.8%로 폭락하기도 했었다.
2018년 4월 1일에 BBC 스튜디오와 통합되었다.

## 같이 보기
- BBC